# Анохины
Анохины (Онохины) — дворянский род.
Фамилия Анохин является одною из старейших известных, происходит от Аноха, Енох (сын Каина).
Восходит к воронежским детям боярским Даниле и Ивану Анохиным, жившим в начале XVII в. Род записан в VI ч. родословных книг Московской и Рязанской губ. (15.12.1815) (Гербовник IX, 76).
Есть ещё 2 рода дворян Анохиных: от Степана Анохина, лейб-кампании гренадера, жалованного потомственным дворянским достоинством Российской Империи Высочайшим указом императрицы Елизаветы Петровны за активное участие в дворцовом перевороте 1741 года; от Сергея Анохина, статского советника.

## Описание герба
В верхней голубой половине изображены два золотых креста; между ними в золотом поле — красное стропило; на его середине — серебряная луна, обращённая рогами вверх. В нижней половине, в чёрном поле крестообразно положены серебряные сабли и пики, расположенные: две сабли, посредине пика и две пики, посредине сабля.
Щит увенчан дворянским шлемом и дворянской короной со страусовыми перьями. Намёт на щите красный, подложен серебром. Герб рода Анохиных внесён в Часть 9 Общего гербовника дворянских родов Всероссийской империи, стр. 76